# Phintella nilotica
Espèce
Phintella nilotica est une espèce d'araignées aranéomorphes de la famille des Salticidae.

## Distribution
Cette espèce est endémique d'Ouganda. Elle se rencontre dans les districts de Jinja et de Wakiso.

## Description
La carapace du mâle holotype mesure 2,4 mm de long sur 1,9 mm et l'abdomen 2,7 mm de long sur 1,7 mm.

## Systématique et taxinomie
Cette espèce a été décrite par Wiśniewski et Wesołowska en 2024.

## Étymologie
Son nom d'espèce lui a été donné en référence au lieu de sa découverte, le Nil.

## Publication originale
- Wiśniewski & Wesołowska, 2024 : « Jumping spiders (Salticidae) of Uganda – revised list, new species and distributional data. » European Journal of Taxonomy, vol. 952, p. 1-171 (texte intégral).